# Емил Шекерджийски
Емил Моис Шекерджийски (Стефан) е деец на БРП (к).

## Биография
Емил Шекерджийски е роден на 6 април 1912 г. в град Дупница. Произхожда от богато еврейско семейство. Завършва Първа софийска мъжка гимназия. Постъпва в БКМС (1928), РМС (1937).
Главен редактор на в-к. „Еврейски вести“ от 1934 г. Осъден на една година затвор по ЗЗД (1933). Излиза от затвора в края на януари 1934 г.
Учи специалност право в Софийския университет. Включва се в БОНСС. Изключен за комунистическа дейност през 1938 г. При разговор в Дирекция на полицията с Никола Гешев и Иванов, не се съгласява публично да се откаже от политическата си дейност сред еврейските младежи в софийския квартал Ючбунар. Председател на Европейския антивоенен комитет в София. Поставя началото на Еврейска антифашистка организация. Отново е осъден по ЗЗД и изтърпява присъдата в Централния софийски затвор.
Успява да замине за Белград и продължава там образованието си по право. Изключен е от Белградския университет и на 21 ноември 1939 г. е екстрадиран от Кралство Югославия в Царство България.
На журналистическото поприще се изявява в ученическия вестник „Струя“, затворническия лист „Политзатворник“; вестниците „Младежки преглед“, „Жар“, „Академик“ и „Литературен критик“ издаван заедно с Никола Вапцаров. Сътрудничи на вестниците „Ехо“, „РЛФ“ и „Жупел“. Автор на книгата „Левски за себе си“.
Включва се в комунистическото съпротивително движение по време на Втората световна война. След началото на операция Барбароса преминава в нелегалност. В края на февруари 1944 г. е изпратен като пълномощник на ЦК на РМС в Кюстендил под името Стефан Монев, за да изгради местна структура на организацията. През март провежда нелегално събрание в местността Хисарлъка и заедно със Стоян Лудев организира Кюстендилски партизански отряд „Драговищица“. Дейността се следи от Обществена безопасност (отдел „Държавна сигурност“) към Дирекцията на Полицията.
В началото на май 1944 г. заедно с инструктора на Главния щаб на НОВА Ташев, води преговори с поручик Георги Манов от Тринадесети пехотен рилски полк, за освобождаването на политическите затворници от Кюстендилския областен затвор. С това става изключително опасен за властта. След провала на преговорите предлага да се нападне полицейския участък в село Перивол (днес Драговищица) с цел да се принуди властта да освободи всички политически затворници в областта. Но замисълът не се осъществява най-вече поради липсата на капацитет за провеждането му. През юни-юли 1944 г. печата и разпространява позиви в Кюстендилско – за липсата на хляб, против изселването на евреите и за включването на народа в борбата срещу фашизма и капитализма.
На 3 август 1944 г. е устроена полицейска засада в историческата местност „Черенец“. Загива след отказ да се предаде заедно с партизаните Стоян Лудев, Стоян Стоименов и Крум Зарев.
Публицистичните му творби са издадени в книгата „Дума, дадена на свободата“. Читалище в Софийския район „Възраждане“ е наименувано „Емил Шекерджийски“.